# Лимнохарисовые
Лимноха́рисовые (лат. Limnocharitaceae) — небольшое (4 рода и 14 видов) семейство однодольных растений, относится к подклассу Алисматиды.
Прежде объединялось с семейством Сусаковые, от которого отличается рядом существенных признаков, в том числе разделёнными на пластинку и черешок листьями и двойным околоцветником с опадающими при плодах лепестками. Кроме того, в отличие от сусака, распространённого во внетропических странах, все лимнохарисовые — исключительно тропические водные и болотные травы.

## Распространение
Род тенагохарис (Tenagocharis) с одним видом тенагохарисом широколистным (Т. latifolia) распространён в тропиках Африки, Азии и Австралии, а остальные роды — Лимнохарис (Limnocharis), Гидроклейс (Hydrocleis) и Остения (Ostenia) — приурочены к тропикам Америки. Лимнохарис жёлтый (L. flava) интродуцирован и натурализовался в Индии и Юго-Восточной Азии, а Гидроклейс кувшинковидный (Н. nymphoides) нередко культивируют в парках и ботанических садах тропических, а отчасти и субтропических стран Старого Света.

## Представители
- Лимнохарис жёлтый или болотокрас[1] (Limnocharis flava) — многолетнее болотное растение с очень коротким утолщённым корневищем, состоящим из сильно укороченных междоузлий и несущим розетку довольно крупных листьев, имеющих короткое открытое влагалище, черешок и широкоэллиптическую или яйцевидную пластинку с дуговидно-кривобежным жилкованием. Из пазух листьев выходят или безлистные прямостоячие ножки зонтикообразных соцветий, или поникающие и затем ложащиеся на землю ножки вегетативных почек, дающие начало новым особям. Как и у сусаковых, сосуды имеются только в корнях. Но, в отличие от сусаковых, во всех вегетативных частях растения имеются млечные канальцы, а на нижней стороне листовых пластинок под их верхушкой — крупные водяные устьица — гидатоды, выделяющие избыток воды.
- Тенагохарис широколистный (Tenagocharis latifolia) внешне довольно сходен с лимнохарисом, однако, является однолетником и вегетативно не размножается.
- Гидроклейс и остения — многолетние земноводные растения с длинными, обычно разветвленными стеблями, плавающими в воде или реже стелющимися по илистой почве и укореняющимися в узлах. У обычной водной формы гидроклейса кувшинковидного листья с длинными черешками и плавающей па поверхности воды широкояйцевидной с сердцевидным основанием пластинкой. Однако погруженные в воду и собранные в розетку листья молодых особей этого вида имеют линейную форму и не разделены на черешок и пластинку. Плавающие ветви гидроклейса обычно заканчиваются пучками укороченных побегов с несколькими листьями и выходящим из пазухи одного из листьев крупным одиночным цветком. У эндемичного для Уругвая рода остении плавающие листья имеют эллиптические пластинки. У гидроклейса и остении стебли и их ветви могут обрываться и продолжать своё развитие в свободно плавающем состоянии.

## Генеративные органы
Зонтикообразные соцветия лимнохариса и тенагохариса, подобно соцветиям сусака, являются не зонтиком, а сложным соцветием, состоящим из верхушечного цветка и одного или нескольких соцветий — извилин с сильно укороченной осью. Одиночные цветки гидроклейса и остении всегда возвышаются над поверхностью воды. Все лимнохарисовые имеют обоеполые актиноморфные цветки, околоцветник которых отчетливо разделён па 3 обычно зеленых и остающихся при плодах чашелистика и 3 чередующихся с ними опадающих лепестка жёлтой, реже белой (у тенагохариса) окраски. Ярко-желтые венчики гидроклейса кувшинковидного достигают в диаматре 4—5 см. Число тычинок в цветке относительно постоянно только у тенагохариса, обычно имеющего 9 тычинок с расширенными ланцетными нитями. У представителей других родов тычинки многочисленные, расположенные в несколько многочленных кругов, причём наружный круг составляют стаминодии — стерильные тычинки без пыльников. В онтогенезе развитие тычинок начинается от центра цветка: сначала развивается самый внутренний круг тычинок, затем расположенный кнаружи от него и наконец круг стаминодиев. Пыльники у всех родов двугнездные с шаровидными безапертурпыми или 3—4-поровыми пыльцевыми зернами.
Гинецей цветка лимнохарисовых состоит из свободных или немного сросшихся у основания плодолистиков, число и строение которых различно у разных родов, но они всегда имеют многочисленные семязачатки. Плодолистики ещё более или менее открытые, кондупликатные, а плацентация ламинально-диффузная. У лимнохариса гинецей наиболее примитивен: многочисленные (15—20) свободные, но приросшие основанием к цветоложу плодолистики имеют сидячие рыльца в виде окруженных сосочками продольных щелевидных отверстий в верхней наружной части плодолистиков. У тенагохариса гинецей представлен обычно 9 плодолистиками, оттянутыми на верхушке в короткий столбик, заканчивающийся покрытым сосочками дисковидным рыльцем. У гидроклейса и остении 3 или 6 (редко 4 или 8) ланцетнолинейных, едва сросшихся у основания плодолистиков, постепенно переходящих в дуговидно согнутый столбик, на верхушке и внутренней стороне которого находится рыльце. Плод у всех лимнохарисовых — многолистовка, части которой — листовки — вскрываются щелью по обращённому внутрь шву плодолистика. Семена имеют гладкую, реже (у лимнохариса) поперечно-морщинистую оболочку и подковообразный (как у частуховых) зародыш.
Цветки лимнохарисовых опыляются различными насекомыми, посещающими их главным образом ради пыльцы, так как они содержат очень мало нектара. У гидроклейса имеются слабо развитые септальные нектарники в щелях между основаниями плодолистиков, а у лимнохариса отмечается небольшое количество нектара на стаминодиях и на поверхности рылец.
Цветки лимнохариса и тенагохариса, по-видимому, способны самоопыляться, если не произошло перекрестного опыления. Так, у тенагохариса уже вскоре после начала цветения завядшие лепестки смыкаются друг с другом, прижимая ещё содержащие пыльцу пыльники к рыльцам. В цветках лимнохариса уже через несколько часов после начала цветения чашелистики смыкаются друг с другом, а лепестки и тычинки превращаются в почти однородную слизистую массу. Для гидроклейса, который имеет особенно крупные яркоокрашенные цветки, цветущие не более одного дня, самоопыление менее вероятно.
Семена лимнохарисовых обладают плавучестью и разносятся главным образом водными потоками. Однако они могут распространяться и экзозоохорно: на шерсти животных и перьях водоплавающих птиц, а также на их ногах с комочками почвы. Поперечные морщины с бугорковидными выростами на семенах лимнохариса, вероятно, способствуют такому распространению.

## Использование
Гидроклейс кувшинковидный благодаря крупным ярко-жёлтым цветкам очень декоративен и довольно часто культивируется в водоемах парков и ботанических садов в тропиках и субтропиках, а севернее — в оранжереях и крупных аквариумах. В России этот вид можно встретить в парках Черноморского побережья и в оранжереях ботанических садов, где он известен под названием «водяного мака». Цветки его действительно немного напоминают желтоцветковые полярные маки. Лимнохарис жёлтый, имеющий сочные и крупные листья, использует в пищу в качестве ценного овощного или салатного растения население как Южной Америки, так и Южной Азии, где этот вид встречается в качестве интродуцированного, но местами вполне натурализовавшегося растения.